# 몰도바-우크라이나 국경
몰도바-우크라이나 국경은 몰도바와 우크라이나 사이의 공식적인 국경으로, 소련의 붕괴 이후 설정되었다. 내륙 국경의 길이는 1,222 킬로미터 (759 mi)이며, 이 중 267 킬로미터 (166 mi)는 강을 따라가는 수변 국경이고, 955 킬로미터 (593 mi)는 육상 국경이다. 약 454 킬로미터 (282 mi)는 우크라이나와 미승인 분리주의 공화국인 트란스니스트리아 사이의 데 팍토 국경을 이룬다.
이 국경은 나라의 북서쪽에 있는 북부 루마니아-몰도바-우크라이나 삼합점에서 시작하여, 우크라이나의 체르니우치주 마말리하 마을과 국경 검문소에서 몰도바의 크리바, 브리체니까지 4 킬로미터 (2.5 mi)를 지난다. 동쪽으로 모힐리우포딜스키 시와 국경 검문소까지 이어지며, 그곳에서 남동쪽으로 꺾여 드네스트르강의 수로로 들어선다. 니메레우카 마을 근처에서 트란스니스트리아 영토가 시작되어 푸르카리 근처에서 끝난다. 몇 킬로미터 더 가면 서쪽으로 꺾인다. 바사라베아스카구 근처에서 남쪽으로 꺾여 갈라치, 루마니아, 그리고 레니, 우크라이나 근처의 남부 루마니아-몰도바-우크라이나 삼합점까지 다뉴브강을 따라 이어진다.

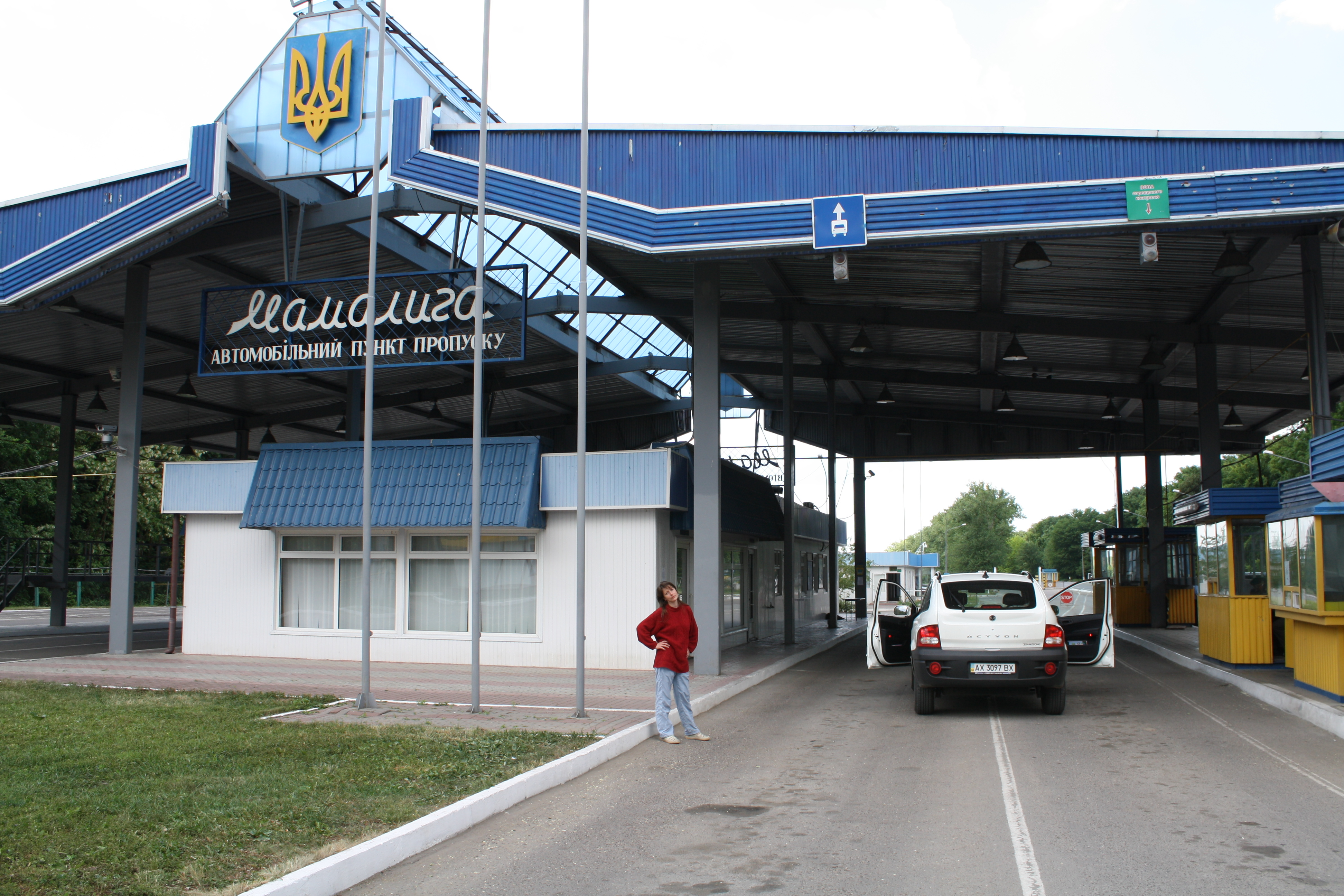
체르니우치주의 마말리하 국경 검문소

2014년 기준 기준으로 이 국경에는 세 가지 범주로 분류된 67개의 영구 공식 국경 검문소가 있었다: 모든 국가 시민의 통행을 위한 국제, 몰도바와 우크라이나 시민만 통행할 수 있는 주간, 그리고 국경 지역 교통을 위한 지역 검문소. 이 중 25개 검문소는 트란스니스트리아 분리주의 정권이 장악한 지역에 있어 몰도바 국경 수비대에 의해 감시되지 않는다. 몰도바의 팔랑카, 슈테판 보다 마을과 관련하여 독특한 분쟁 상황이 있다.틀:Needs update 2014년 기준 기준으로 이 마을의 영토는 우크라이나의 오데사주에 인접해 있어 몰도바 공화국을 거치지 않고서는 육로로 오데사주의 남서부 지역으로 여행할 방법이 없다.

## 몰도바와의 국경 검문소 목록
우크라이나 국가 국경수비대는 국경 검문소(BCP)를 목록화한다.

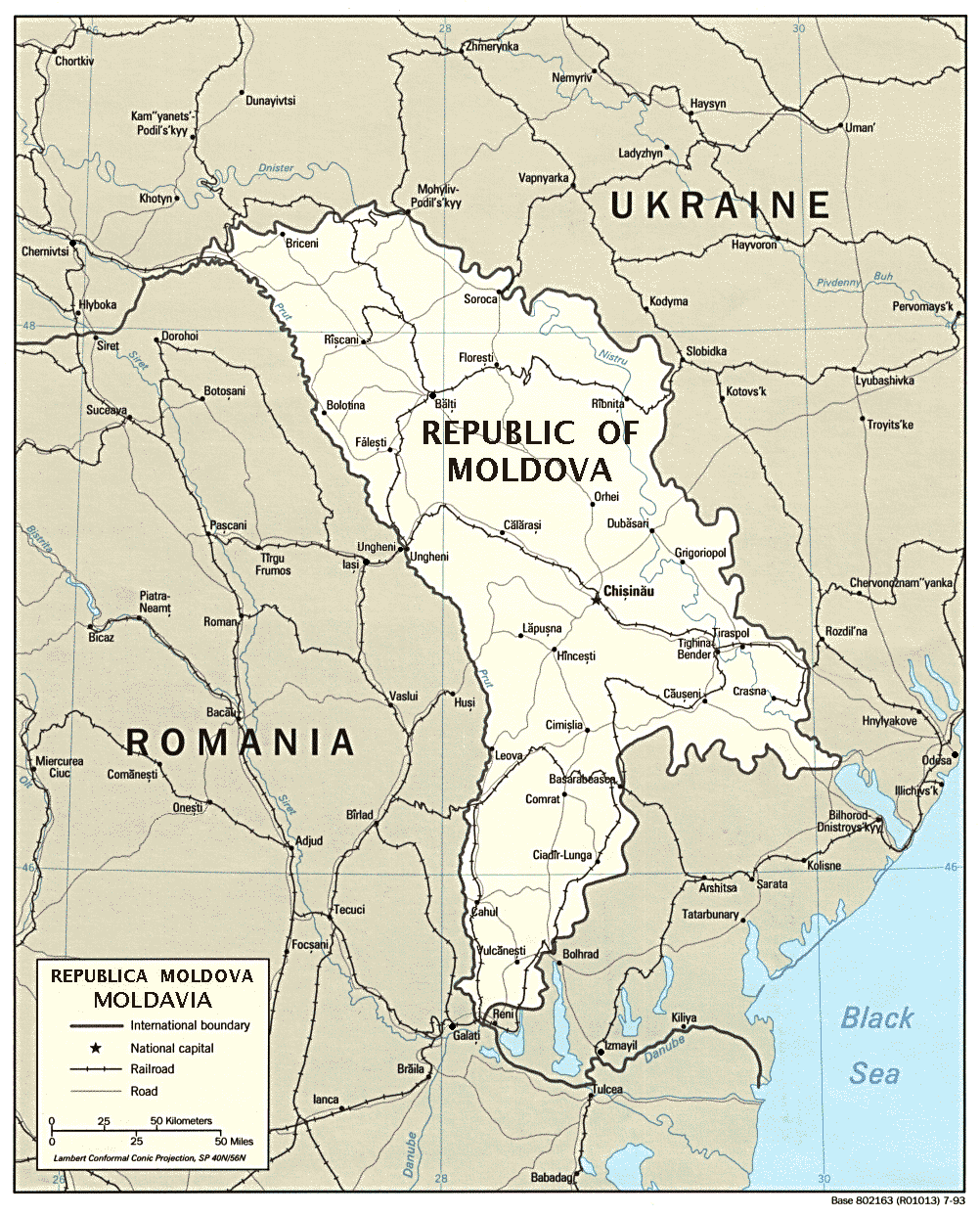
몰도바 지도

몰도바와 트란스니스트리아

## 우크라이나로 입국하는 무국적자
2017년 9월 21일 기준 우크라이나 정부 웹사이트에 따르면 "외국인 및 무국적자는 여권과 현행 법률 또는 국제 협약에 따라 요구되는 특정 유형의 비자가 있는 경우에만 우크라이나에 입국할 수 있으며, 다른 요구 사항이 없는 경우에 한한다. 공증된 여권 사본, 비자 및 기타 서류는 국경을 넘을 권리를 부여하지 않는다."

## 같이 보기
- 트란스니스트리아 국경 세관 문제
- 몰도바-우크라이나 관계
- 유럽 연합 몰도바 및 우크라이나 국경 지원 임무